# Mudubasiddapura, Shikarpur
Mudubasiddapura là một làng thuộc tehsil Shikarpur, huyện Shimoga, bang Karnataka, Ấn Độ.